# Paratha

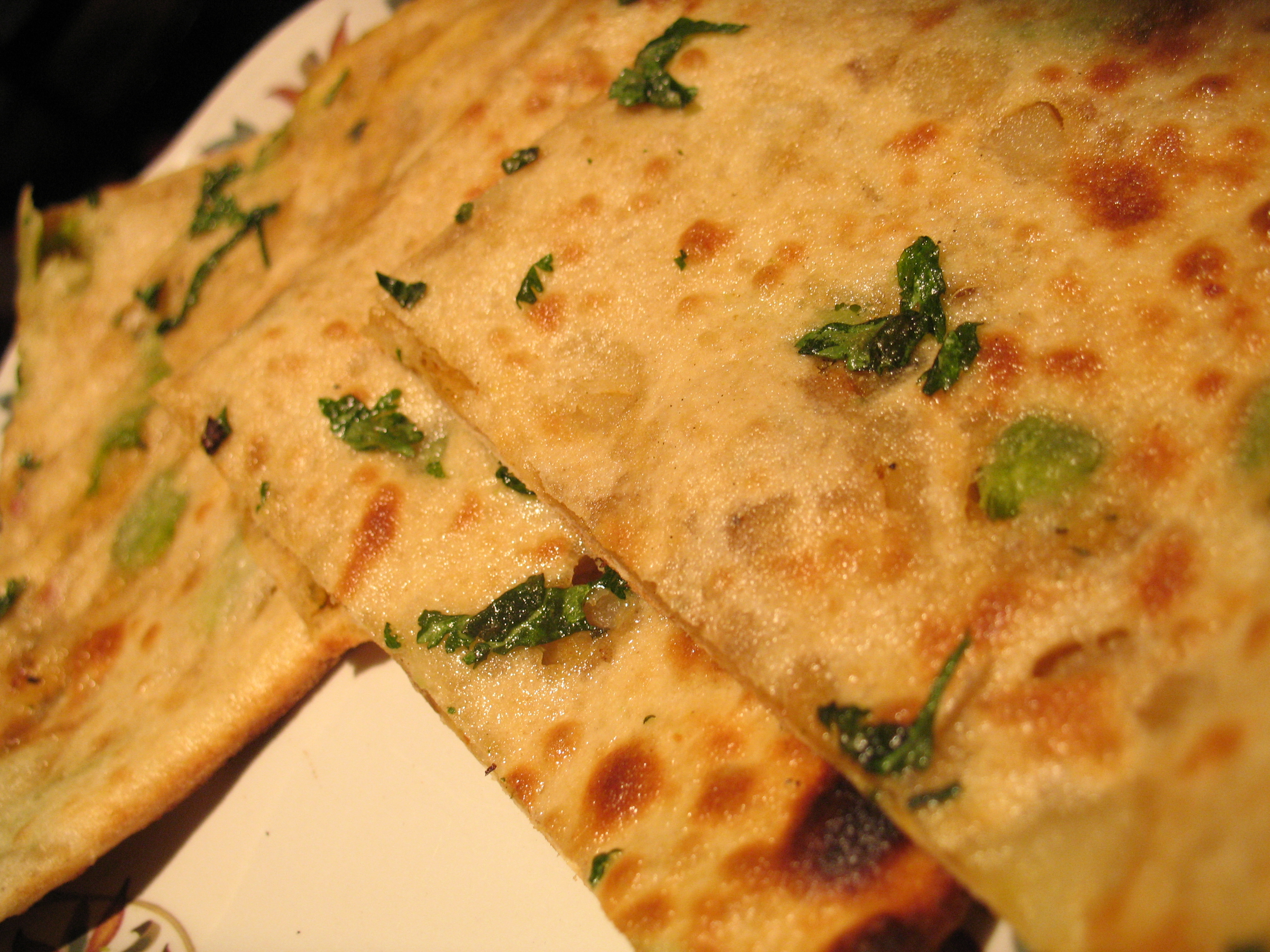
Detalle de un pan paratha

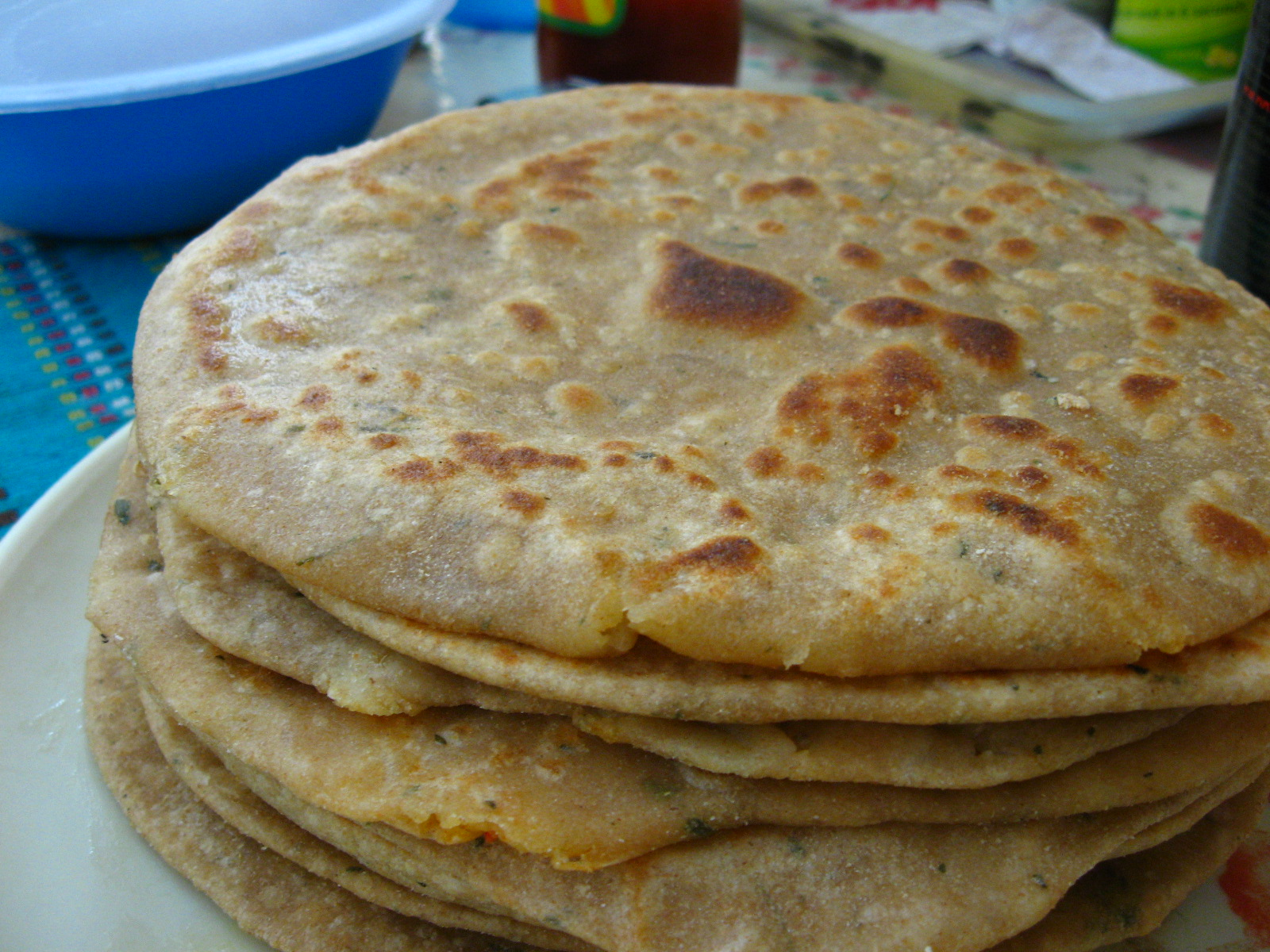
Paratha de patata

Paratha es un pan plano típico de los pueblos del subcontinente indio. Se trata de un pan elaborado con harina de trigo en una sartén caliente con ghee/aceite y que generalmente se rellena de diferentes verduras:  patata, paneer (queso indio), etc. Una paratha (en especial cualquiera que esté rellena) puede ser ingerida con un poco de mantequilla untada en su superficie, pero una de las mejores formas es servirla con encurtidos y yogur, o algún curry elaborado de carne y verduras. Algunas personas prefieren enrollarla y comerla con té, en el que menudo se moja la paratha.

## Características
La paratha puede ser de forma tanto redonda como, cuadrada o triangular. El relleno generalmente se mezcla con la harina y se prepara de forma similar al roti, aunque existe una variante en la que se prepara un peda (bola de masa de harina) que se aplana y se incluye el relleno en el centro. Las dos variantes difieren en su masa interior, mientras la primera es fina, la segunda es ligeramente más gorda y se pueden discernir algunas capas de relleno en su interior.
El consumo de la paratha tiene también ciertas connotaciones sociales. La cantidad de tiempo gastada en la elaboración de la paratha comparado con el roti (que es un pan diario muy común) hace de él un elemento ideal para ofrecer a los huéspedes ilustres, o para ser preparado en ocasiones especiales.
La paratha se supone que fue concebida en el norte de la India, aunque no queda muy claro en qué cocinas del norte se inspiró. Su origen parece haber nacido de diferentes influencias: sindhi, panyabí, garhwalí, bijarí, bengalí y así sucesivamente. Se extendió a través de todo el sur de Asia, así podemos ver este pan cocinado en casi todo el territorio indio, en el sur es muy popular el kerala paratha (denominado también keral porotta), que es popular en toda la India.

## Variedades simples y rellenas
Las parathas son uno de los panes planos sin levadura más populares en el subcontinente indio, hechos horneando o cocinando masa de trigo integral en una tava y terminando con una fritura poco profunda. Las parathas son más gruesas y más sustanciales que los chapatis/rotis.